# Blue-rubber-bleb-naevus-Syndrom
Das Blue-Rubber-Bleb-Naevus-Syndrom, deutsch auch Blaues Gummiblasen-Syndrom oder Bean-Syndrom genannt, ist gekennzeichnet durch multiple gutartige Tumoren der Blutgefäße (sogenannte Hämangiomatose), die in der Haut und den inneren Organen auftreten. Es handelt sich dabei um keine Erbkrankheit, die genetischen Veränderungen treten sporadisch auf. Die genaue Krankheitsentstehung ist derzeit unbekannt. Die Erstbeschreibung erfolgte 1958 durch den US-amerikanischen Internisten (Hepatologen) William Bennett Bean (1909–1989).

## Diagnosekriterien und Erscheinungsbild
Das Blue-Rubber-Bleb-Naevus-Syndrom tritt meist kongenital oder in der frühen Kindheit auf. Es ist gekennzeichnet durch multiple tiefblaue Knoten, welche sich überall auf der Haut finden können. Die gummiartige Konsistenz ist für den Namen verantwortlich. Histologisch findet man kavernöse Hämangiome. Diese Hämangiome können auch viszeral, also in den Eingeweiden, auftreten. Am häufigsten betroffen ist hier der Dünndarm, aber auch andere Organe können befallen sein.
Spontan kommt es zu keiner Besserung. Eine maligne Entartung kommt nicht vor. Dennoch sind die Patienten aufgrund des multiplen Befalls häufig stark eingeschränkt, ZNS-Manifestationen können zu neurologischen Problemen führen, häufig auftretende Blutungen führen zu einer chronischen Anämie, auch akute Blutungen mit Todesfolge kommen vor.